# Morulodes
Morulodes (лат.) — род коллембол из семейства Neanuridae (Morulodini, Neanurinae).

## Распространение
Род Morulodes встречается в Северной Америке (3 вида) и в Японии (1 вид).

## Описание
Мелкие ногохвостки с вытянутым телом. Род характеризуется наличием максиллы с очень длинной, мультицилиарной ламеллой и отсутствием постантеннального органа (PAO). Включён в монотипическую трибу Morulodini, которая имеет следующие признаки: имеют голубоваты пигмент тела и полную туберкуляцию; формула глаз 4-5 + 4-5; глаза пигментированы

## Классификация
Род был впервые выделен в 1955 году французским энтомологом Paul Cassagnau (1932—2016) (Киотский университет, Киото, Япония). Включён в составе трибы Morulodini из подсемейства Neanurinae. Трибу рассматривают монотипической или в её состав иногда включают род Christobella Fjellberg, 1985 с единственным видом Christobella ornata (Folsom, 1902).
- Morulodes ambiguus (Christiansen & Bellinger, 1980)[9][10]
  - =Neanura ambigua Christiansen & Bellinger, 1980
- Morulodes rishirianus Tanaka & Ischisawa, 2002 — Япония[1]
- Morulodes serratus (Folsom, 1916)[11]
  - =Kodiakia aleuta H.Bödvarsson, 1960
  - =Kodiakia prima H.Bödvarsson, 1960
  - =Morulodes millsi P.Cassagnau, 1955
  - =Neanura aleuta (Bodvarsson, 1960)
  - =Neanura prima (Bodvarsson, 1960)
  - =Neanura serrata Folson, 1916
- Morulodes setosus (Canby, 1926)[12]
  - =Neanura setosa Canby, 1926